# 静岡県道134号静浦港韮山停車場線
静岡県道134号静浦港韮山停車場線（しずおかけんどう134ごう しずうらこうにらやまていしゃじょうせん）は、静岡県沼津市から伊豆の国市に至る一般県道である。

## 概要

### 路線データ

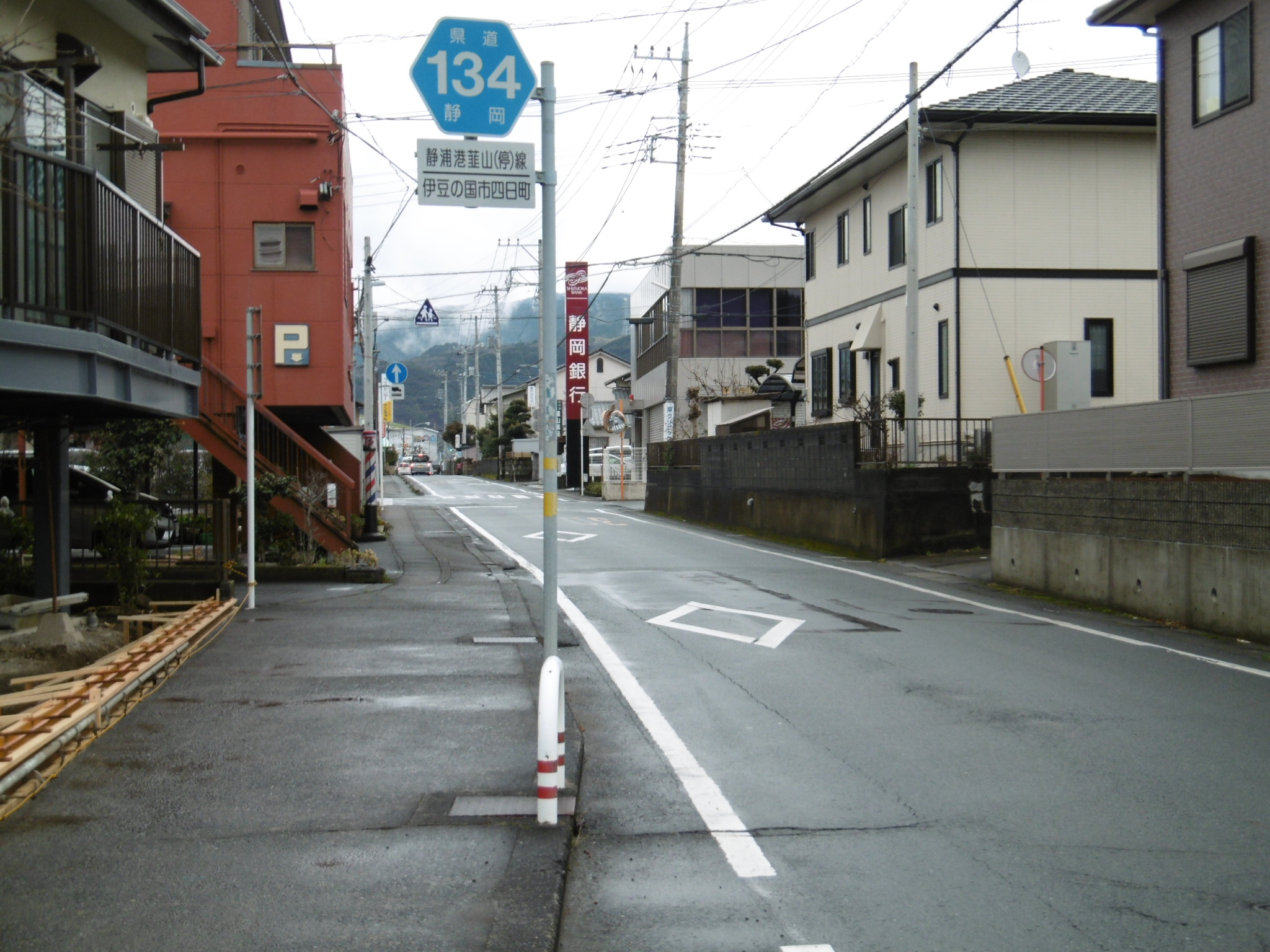
終点の韮山停車場付近。(2016年1月)

- 起点：静浦港（静岡県沼津市口野、口野放水路交差点）※静浦漁港から離れた地点が起点となっている
- 終点：韮山停車場（静岡県伊豆の国市四日町）
- 実延長：3,402 m（重複区間を除く）[1]

## 重複区間
- 国道414号（起点：沼津市口野 - 伊豆の国市北江間・684 m）
- 国道136号（伊豆の国市四日町・329 m）
- 静岡県道133号韮山韮山停車場線（伊豆の国市四日町・101 m）

## 沿革
- 1960年（昭和35年）4月1日 - 認定[2]

## 通過する自治体
- 静岡県
  - 沼津市
  - 伊豆の国市

## 接続する道路
- 国道414号（起点：口野放水路交差点 - 長塚橋交差点で重複）
- 静岡県道17号沼津土肥線（口野放水路交差点）
- 伊豆中央道（国道136号バイパス）（江間インターチェンジ）
- 静岡県道129号韮山伊豆長岡修善寺線（伊豆の国市北江間）
- 国道136号（下田街道）（四日町交差点 - 八坂神社交差点で重複）
- 静岡県道133号韮山韮山停車場線（伊豆の国市四日町 - 「韮山駅」前（終点）で重複）
- 伊豆の国市道（終点：「韮山駅」前）

## 周辺
- 伊豆箱根鉄道駿豆線 韮山駅
- 伊豆の国市役所 韮山庁舎（韮山支所）
- 財団法人田方保健医療対策協会 伊豆保健医療センター
- 静岡県立東部特別支援学校
- 静岡県立韮山高等学校
- 伊豆の国市立長岡北小学校
- 伊豆の国市立韮山小学校
- 伊豆の国市立韮山中学校
- あわしまマリンパーク
- 狩野川
- 狩野川放水路
- 臼井国際産業 韮山工場
- マックスバリュエクスプレス 韮山店